# Hampi
Hampi (in lingua kannada: ಹಂಪೆ, Hampe) è un villaggio che si trova nella parte settentrionale dello stato indiano del Karnataka, sulle rive del fiume Tungabhadra. Hampi si trova fra le rovine dell'antica città di Vijayanagara, capitale dell'omonimo impero che fiorì fra il XIV ed il XVII secolo, anche se probabilmente il villaggio esisteva già quando la città fiorì. Ancor oggi qui si trova un importante centro religioso come il Tempio Virupaksha.
Presso Hampi si trova un gran numero di edifici e monumenti che apparteneva in origine all'antica città e, proprio a causa del fatto che esso è ubicato al centro dell'antico sito di Vijayanagara, il villaggio oggi esistente viene spesso confuso con l'antica città, con cui ha in comune anche alcune delle antiche strade cerimoniali. Hampi è a volte chiamata la città delle rovine e nel 1986 è stata inserita nell'elenco dei Patrimoni dell'umanità dell'UNESCO.

## Storia
Hampi è identificata con il mitologico Kishkindha, il regno dei Vānara che viene nominato nel poema epico Rāmāyaṇa. Il primo insediamento nel sito di Hampi risale storicamente agli inizi del I secolo d.C. Fra il 1336 e il 1565 esso formò uno dei cuori della capitale dell'impero Vijayanagara. Questo luogo venne scelto a causa del suo valore strategico: Hampi era infatti protetta dal fiume Tungabhadra da un lato e da colline facilmente difendibili dagli altri tre lati. La città venne distrutta dagli imperatori musulmani.
Il nome Hampi è una versione anglicizzata della parola originale Hampe, che a sua volta deriva da Pampa, l'antico nome del fiume Tungabhadra. Nel corso degli anni ci si è riferiti ad Hampi anche coi nomi di Vijayanagara (confondendo il villaggio con la grande città capitale dell'impero) e Virupakshapura (da Virupaksha, la divinità protettrice dei sovrani dell'impero).
Vi sono centinaia di siti archeologici che sorgono nel villaggio o nelle immediate vicinanze di Hampi. Fra di essi spiccano i numerosissimi templi indù, alcuni dei quali sono ancor oggi attivi centri religiosi, oltre a palazzi e padiglioni ben conservati, realizzati in blocchi di granito di forma variegata, con architettura e sistemi di irrigazione moderni. 
Hampi è nota in Asia come il più grande museo a cielo aperto della regione, che nel suo periodo d'oro, nel XVI secolo raggiunse centinaia di migliaia di abitanti e una bellezza paragonata a quella della Roma imperiale.

## Geografia

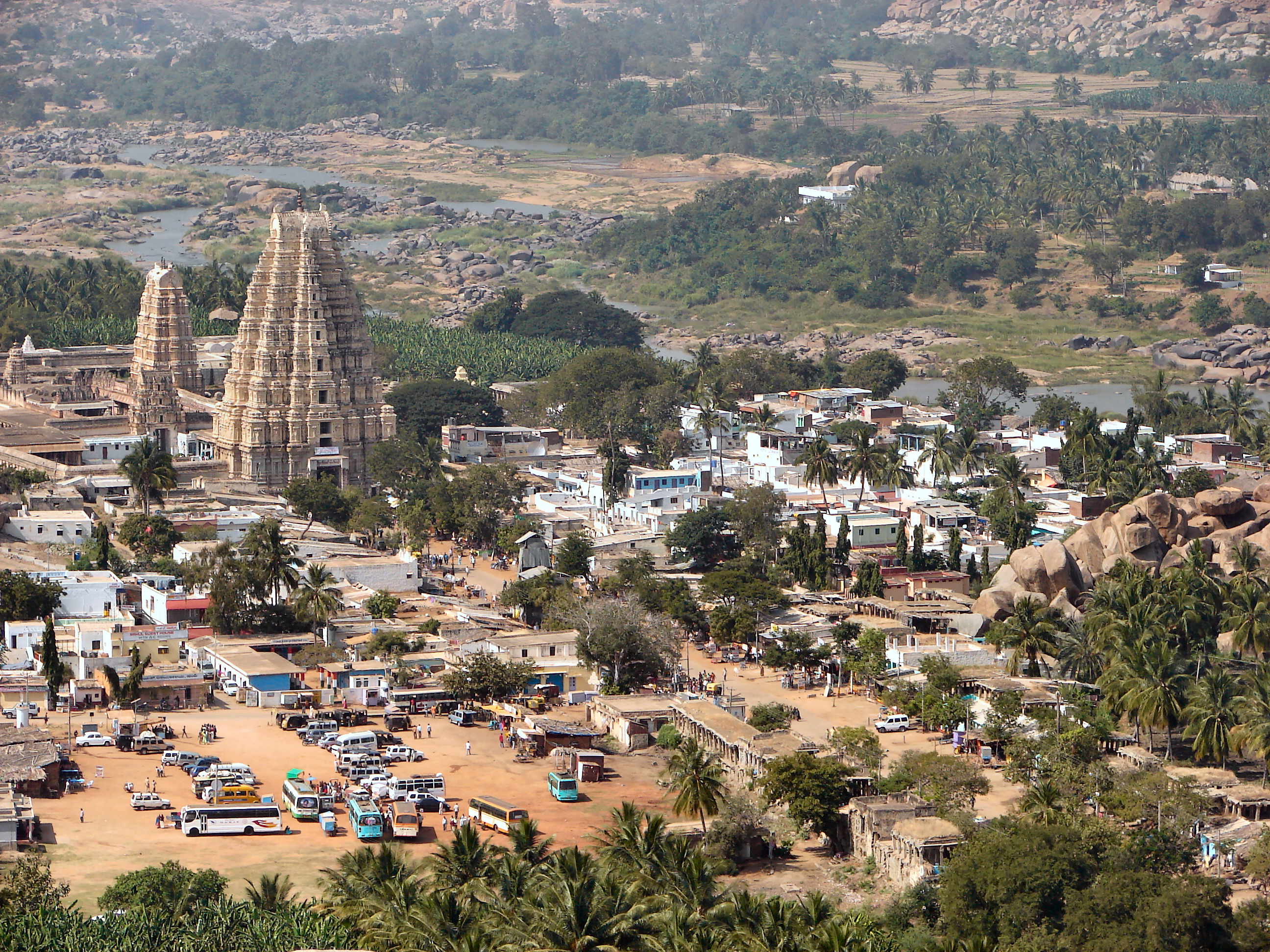
Visione aerea di Hampi

Hampi si trova a 350 chilometri da Bangalore, 250 chilometri da Bijapur e 75 chilometri da Bellary. Hospet, a 13 chilometri, è la più vicina sede di taluk. Le attività economiche principali sono legate all'agricoltura e al turismo. Nel mese di novembre il governo statale organizza l'annuale festival dedicato a Vijayanagar. Nella regione sono recentemente state scoperte alcune zone in cui abbondano il manganese e i minerali ferrosi, la cui estrazione ha contribuito allo sviluppo economico dell'area. Tuttavia lo sfruttamento delle miniere è stato eccessivamente aumentato a causa della crescita sui mercati internazionali del prezzo dei minerali, mettendo in pericolo il sito storico e archeologico di Hampi.

## Sito archeologico

### Tempio Virupaksha

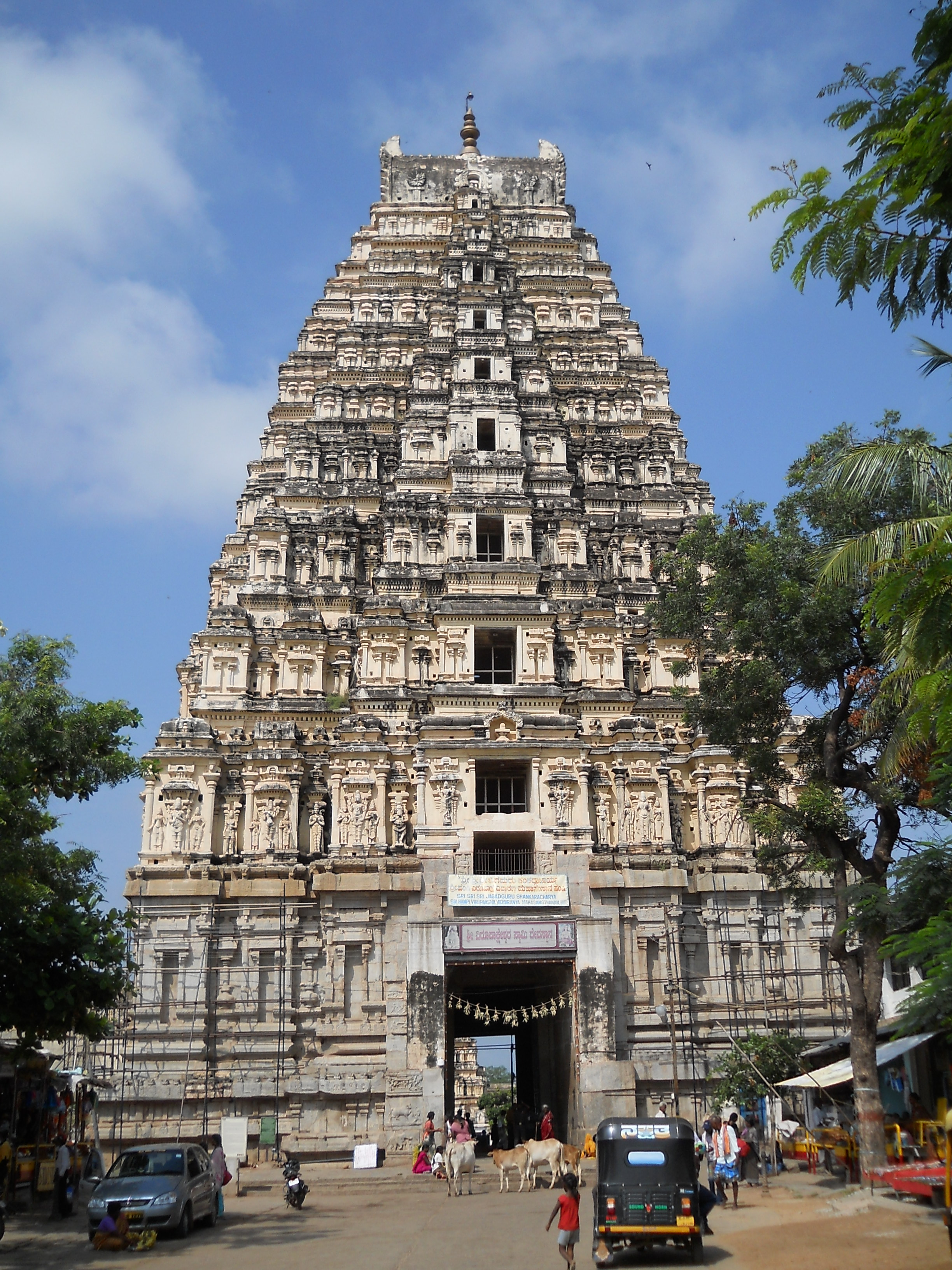
L'imponente gopura che domina l'entrata del tempio Virupaksha

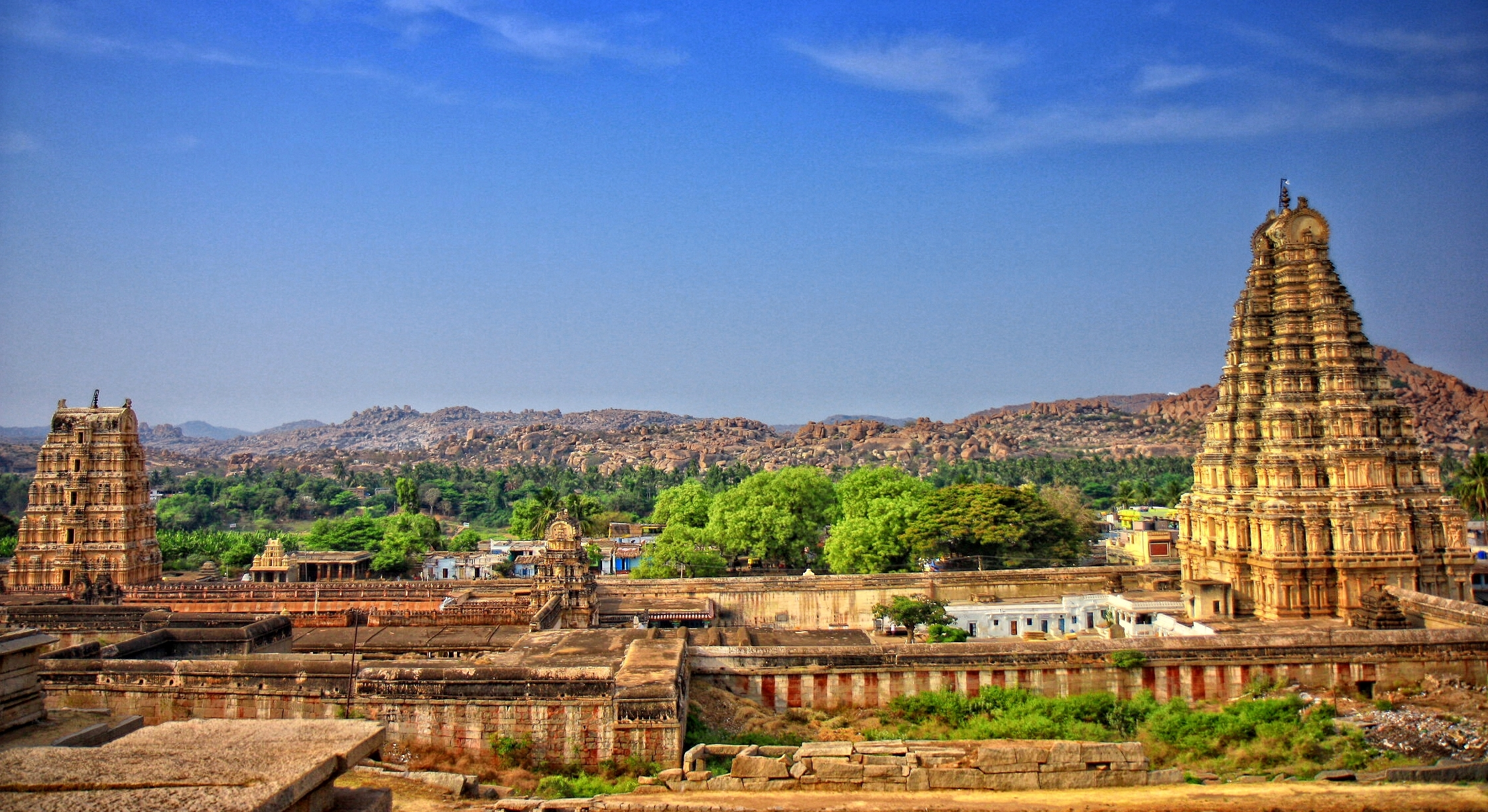
Tempio Virupaksha

Il tempio Virupaksha è posto ai piedi della collina chiamata Hemakuta ed è ora il centro del piccolo villaggio di Hampi, nonché la sua maggiore attrazione turistica.
All'ingresso della struttura templare è presente un imponente gopura di oltre 50m. La struttura risale in gran parte agli inizi del XIX secolo, quando vennero intrapresi notevoli lavori di ristrutturazione. Sfortunatamente non ci sono documenti storici per risalire ai costruttori ed ai committenti di questi lavori.
Nonostante la sua storia relativamente recente, il gopura presenta la tipica struttura che deriva da modelli dell'architettura Tamil dell'XI e XII secolo, con una torre a forma piramidale, suddivisa in più piani con altezze via via minori e che termina con uno shala con la volta a forma di barile e con due kalasha, pinnacoli dorati.

### Tempio Vittala

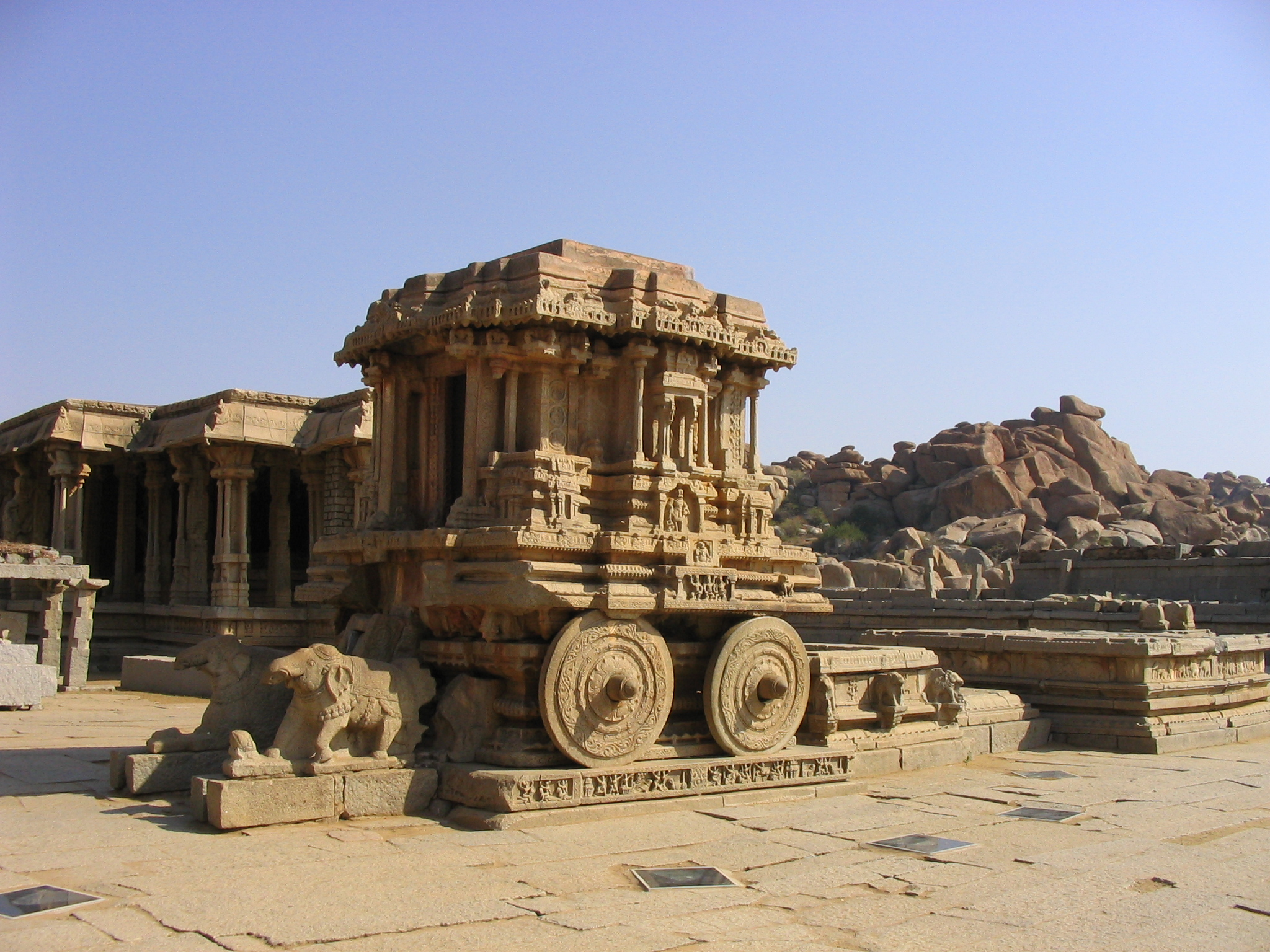
Tempio Vittala - il carro dedicato a Garuda.

Il tempio, uno dei più grandiosi esempi dell'arte e della architettura religiosa dell'impero Vijanagar, è dedicato a Vitthala, incarnazione di Visnù il preservatore.
Prima del tempio vi è un ampio bazar, con strada porticata lunga 945 m e larga circa 40 m, che collega il complesso templare con la base della collina dove si trova la Porta Talarigatta, che permetteva l'ingresso nella città.

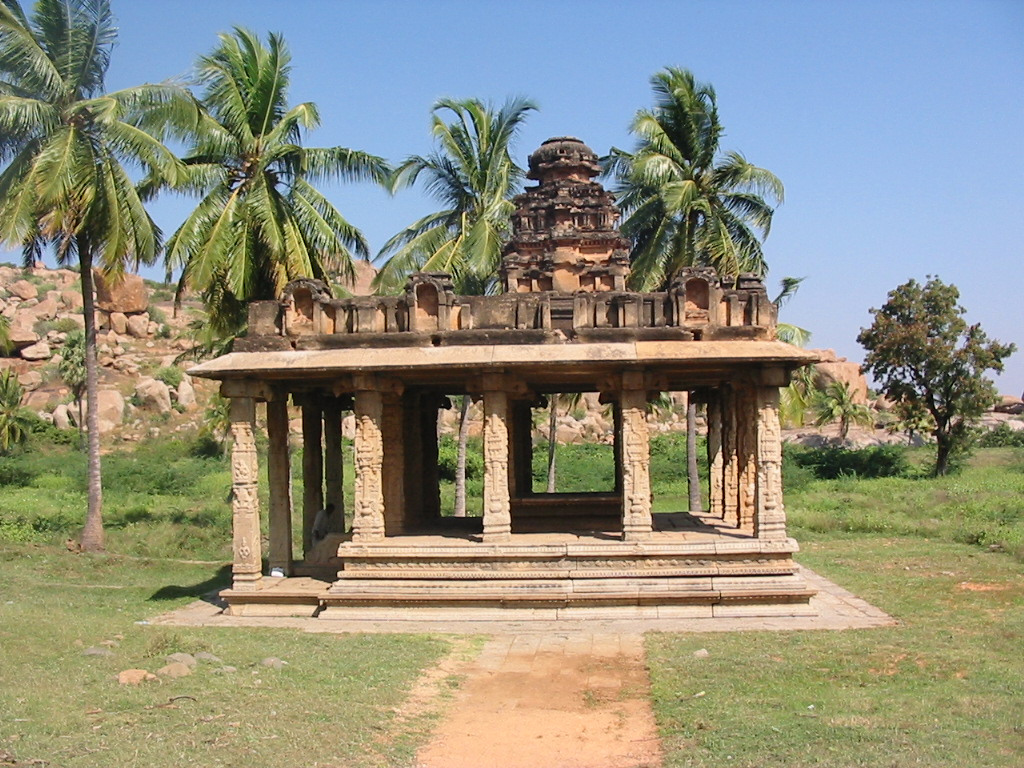
Hampi - Gejjala Mandapa

Lungo la strada si possono ancora ammirare alcune piccole strutture:
- Gejjala Mandapa;
- Kunduregombe Mandapa;
- Lokapavani, un sacro serbatoio per l'acqua.

Il nome del fondatore non è noto, ma i due maggiori re, Krishna Deva Raya e Achyuta Deva Raya, lo ampliarono durante il XVI secolo. Tuttavia i lavori si interruppero a causa della conquista musulmana e perciò il tempio rimase incompiuto.
Prima del santuario principale si trova la grande sala aperta (mahamandapa) costruita su una piattaforma rialzata e con colonne con incisioni ricercate; inoltre, percuotendo le colonne ad altezze diverse si ottengono note musicali diverse. Per questo motivo sono note con nome di colonne che suonano. Fu fatta costruire da un generale nel 1554, pochi anni prima della conquista e distruzione della città.
Nel cortile è presente il carro di pietra, dedicato a Garuḍa, frutto dell'assemblaggio di più blocchi di granito. Le 4 ruote sono invece ricavate ciascuna da un unico blocco.

### Bilancia del re

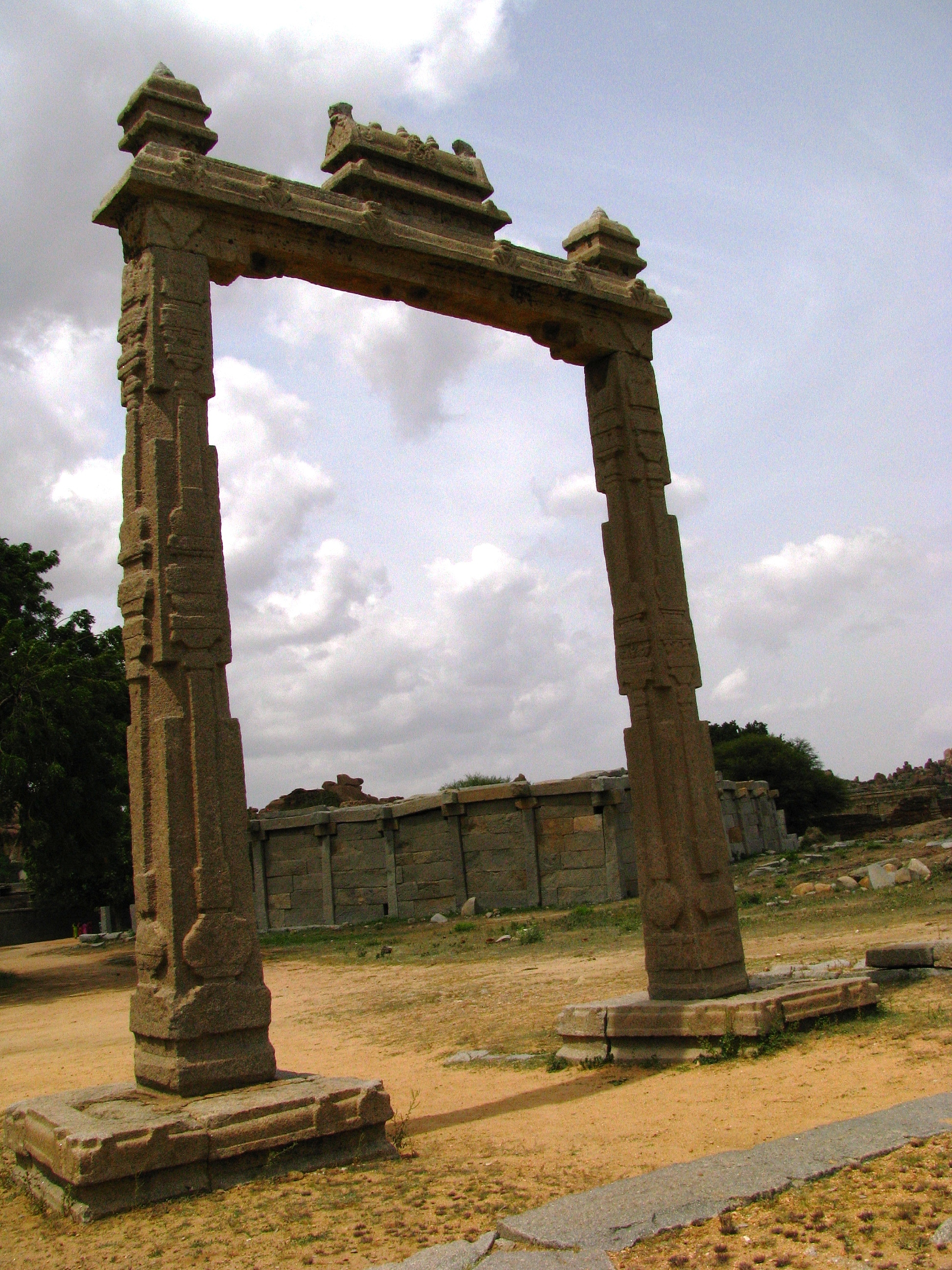
La bilancia del re

Conosciuta anche con i nomi di Tula Bhara o di Tula Purushadana, la bilancia del re è posta a breve distanza dal tempio Vittala ed è composta da due colonne finemente incise, alte circa 5 m; le colonne fanno da sostegno ad una trave di circa 4 m, che ha tre anelli per l'inserimento delle catene.
Una delle due colonne ha un bassorilievo che rappresenta un re (probabilmente Krishna Deva Raya), attorniato da due consorti.
Secondo la tradizione, la bilancia veniva utilizzata in date molto particolari (come, per esempio, i giorni delle incoronazioni, i giorni delle eclissi,...) per pesare il sovrano ed regalare ai sacerdoti il peso corrispondente in oro o pietre preziose.

### Stalle degli elefanti

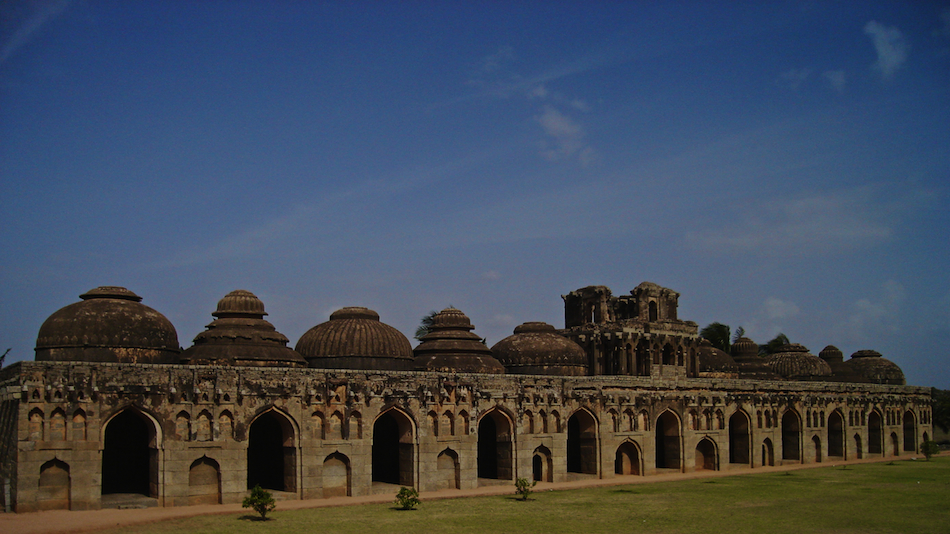
Le stalle degli elefanti reali

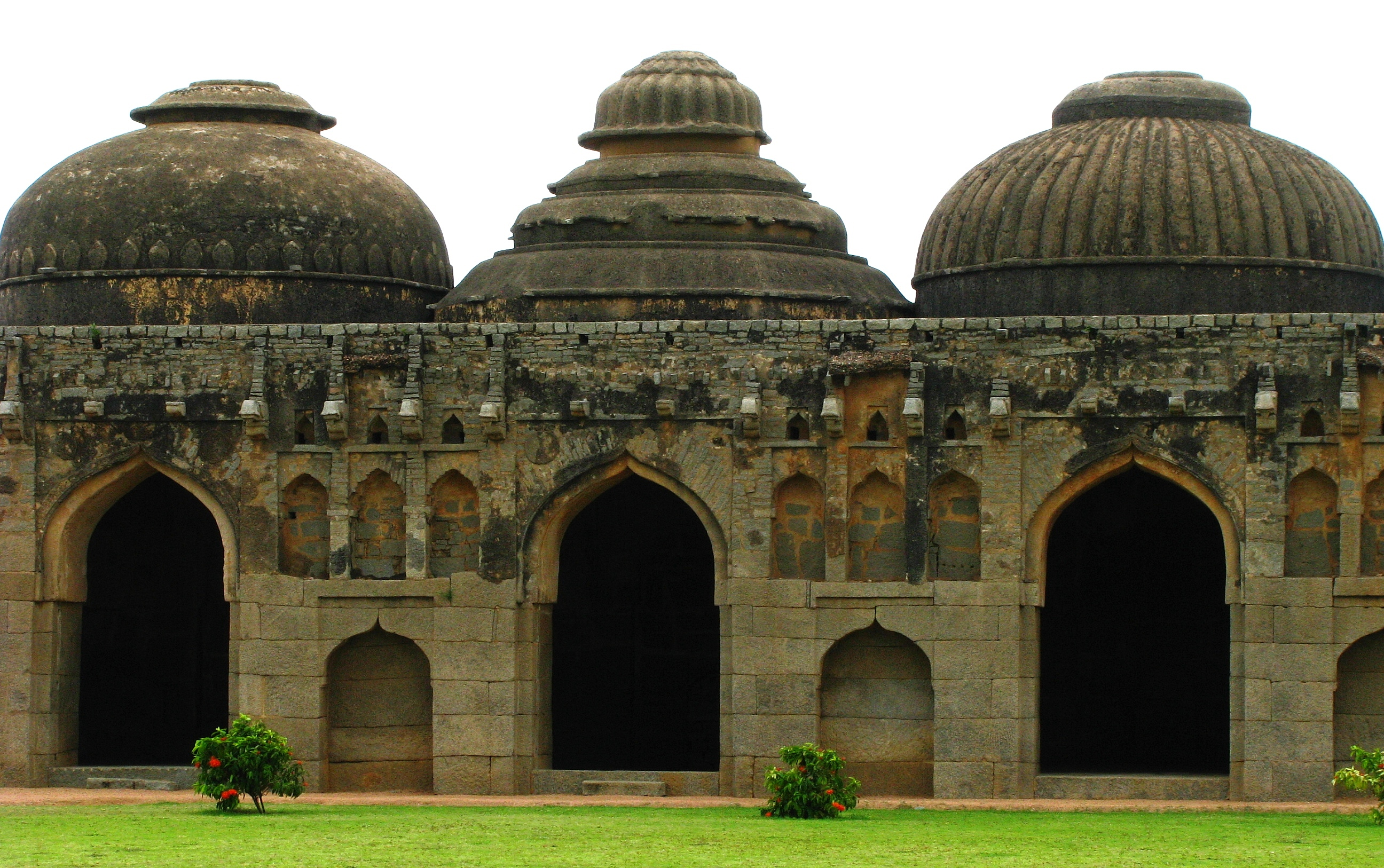
Le stalle degli elefanti reali

È una struttura rettangolare del XVI secolo con undici imponenti cupole, che viene considerata come le stalle degli elefanti reali.
Sulla facciata sono presenti archi di ingressi per le varie stanze interne, ognuno dei quali è separato dall'altro da nicchie poco profonde. Le rovine nei pressi della cupola centrale lasciano pensare alla presenza di una loggia al piano superiore.  Le cupole sono alternativamente circolari ed ottagonali e, inoltre, vi sono resti di stucchi sia all'interno sia sulle pareti esterne.

### Alloggiamenti delle guardie
La struttura che è posta sul lato settentrionale del cortile delle porte è stato identificato come la sede degli alloggiamenti della guardia personale del sovrano. La facciata forma una galleria elevata con undici archi acuti, da cui probabilmente si poteva assistere alla parata che si svolgeva al di sotto.

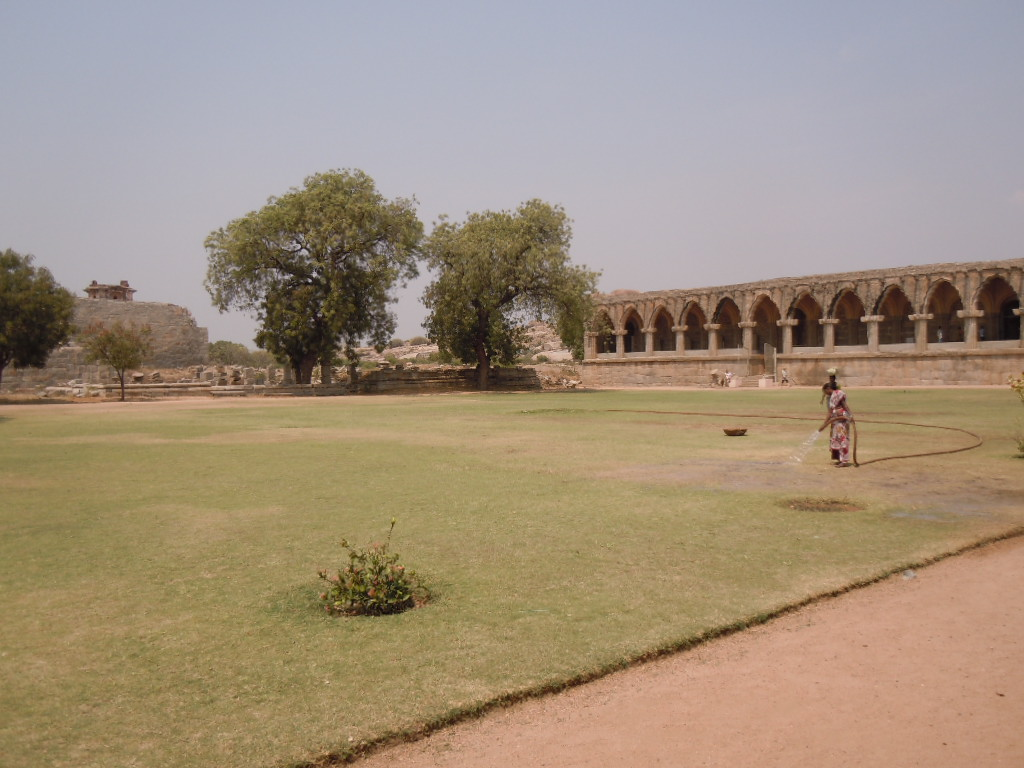
Vista del cortile delle parate con gli alloggiamenti delle guardie sullo sfondo.

All'interno del palazzetto a livello del terreno c'è una piccola corte a cielo aperto, circondata da quattro porticati. Vi sono esposte numerose stele scoperte in Hampi.

### Tempio di Krishna
Il tempio di Krishna fu costruito nel 1515 da Krishna Deva Raya per celebrare la sua vittoriosa campagna contro la dinastia Gajapati che regnava in Orissa. Secondo la tradizione, dal forte di Udayagiri, localizzato nell'attuale Andhra Pradesh,  riportò una statua di Bala Krishna, ovvero Krishna bambino, che fu posta in questo tempio. La statua non è più presente in questo tempio ed ora può essere vista nel Goverment State Museum a Chennai.
Davanti al tempio, verso est, si estende un ampio viale con portici ai lati, che a suo tempo era un bazar della città, ma che è posto più in basso rispetto al tempio e con una scalinata che li collegava.

### Tempio Achyuta Raya

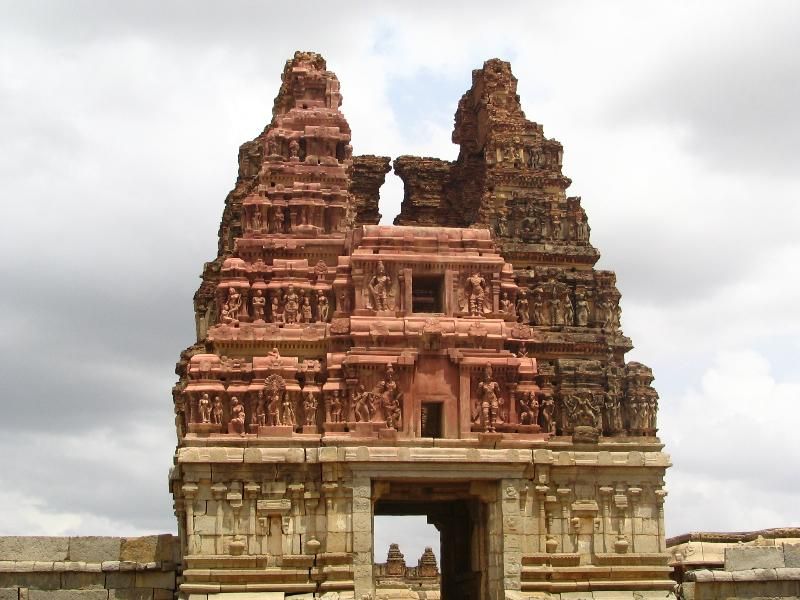
Porta d'ıngresso al tempio Thiruvengalanatha (conoscıuto anche come tempio di Achyuta Raya)

Il tempio fu dedicato alla divinità Tiruvengalanath, altro nome del dio Venkateshwara e fu costruito nel 1534 da Salakaraju Tirumaladeva, ufficiale e cognato del re Achyuta Deva Raya.

### Monolite di Lakshmi Narasimha

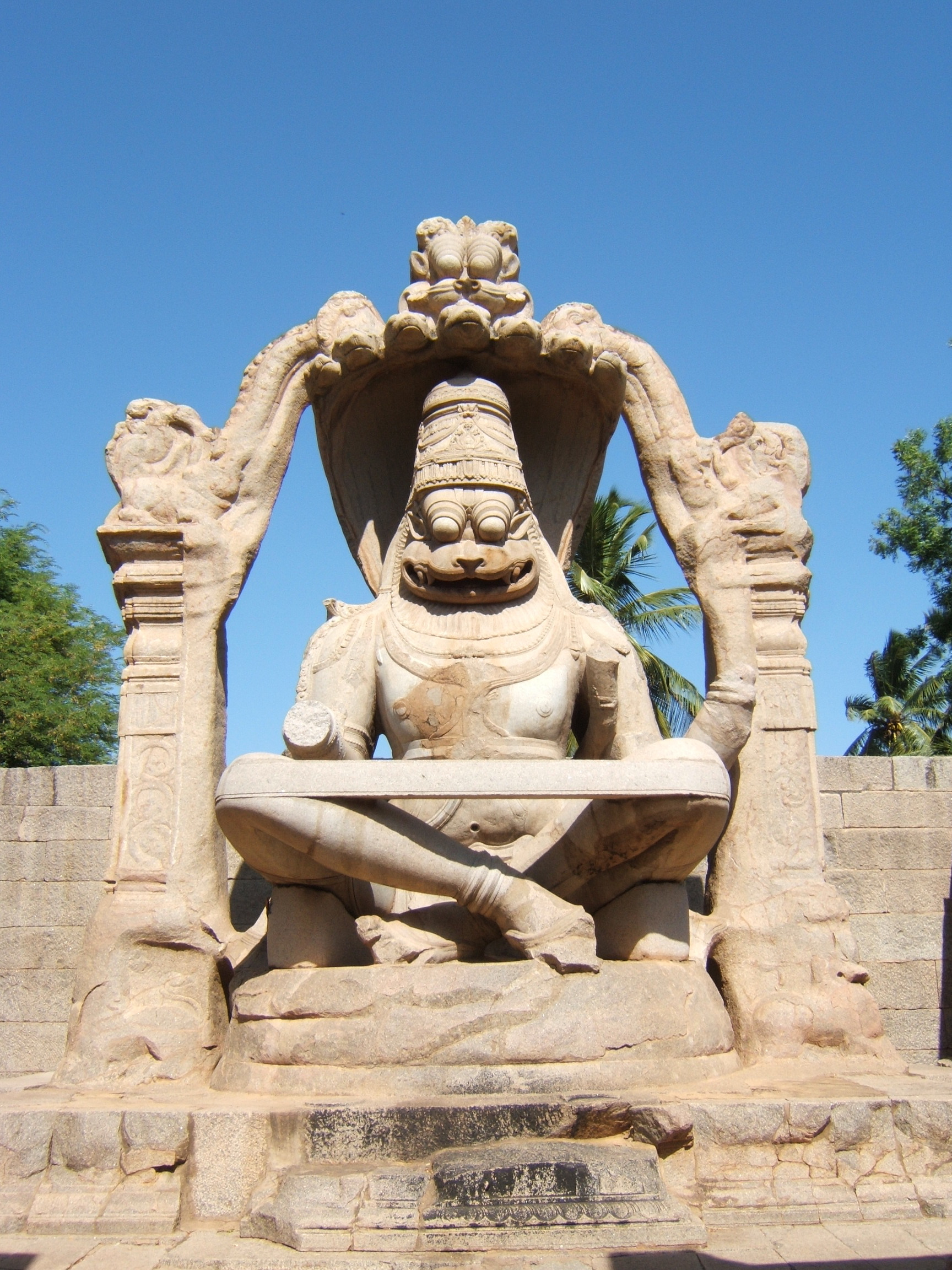
Lakshmi Narasimha

Il monolite Lakshmi Narasimha, alto circa 6,7 m, rappresenta la quarta reincarnazione di Visnù.
Narasiṃha viene rappresentato seduto sulle spire del serpente Adishesha, il guardiano sacro di Visnù; le sette teste del serpente formano una sorta di baldacchino che protegge Narasimha stesso, sulla cui fronte è posta la Kirtimukha torana.
Il tetto del santuario che proteggeva il monolite è andato perduto, fatto che ha causato danni importanti alla stessa statua: le quattro braccia sono state spezzate e sono andate perse, unitamente agli attributi stretti tra le mani; anche la statua della sua sposa Lakshmi, che avrebbe dovuto trovarsi alla sua sinistra, è andata perduta.
La statua fu consacrata nel 1528 dal sacerdote Krishnabhatta su ordine di Krishna Deva Raya, come riportato da un'iscrizione ritrovata nelle vicinanze.

### Tempio del Badavilinga
Accanto al monolite Lakshmi Narasimha si trova il tempio del Badavilinga; si tratta di una camera cubica contenente al suo interno un linga monolitico alto circa 3 m, posto su un piedistallo circolare. La camera è allagata dall'acqua di una vicina sorgente, così da formare un piccolo stagno con il linga al centro.

### Zenana
L'area denominata Zenana (o anche Zanana è delimitata da alte mura su tutti e quattro i lati, con porte di ingresso a nord e nord-est.  Sono presenti anche tre torri di guardia a est, sud-est e nord.
Lo stile degli edifici presenti è quello indo-islamico. 

### Lotus Mahal
L'edificio molto probabilmente serviva da palazzo per gli incontri del re con i propri ministri, come viene suggerito da una stampa del 1799.

### Serbatoi per l'acqua
Una delle più recenti scoperte nell'area di Durbar è costituita da due serbatoi per conservare l'acqua. Il serbatoio più piccolo copre un'area di circa 22 metri quadrati e è profondo circa 7 metri. Ha cinque livelli distinti, ciascuno dotato di scalini e ogni rampa è in posizione sfalsata rispetto alla precedente. Si ritiene che questo serbatoio fosse riservato agli usi della famiglia reale e per scopi religiosi.
Sono stati ritrovati segni fatti dai costruttori per indicare la direzione, la riga e la posizione dei vari mattoni.
Sempre nelle vicinanze è stato scoperto un altro serbatoio, più grande, con un'area di 73 x 27 m.

### Anegondi
Sulla riva opposta del fiume Tungabhadra si trova il villaggio di Anegondi, di costruzione precedente all'epoca di Vijayanagar. È raggiungibile solo attraversando il fiume con le tradizionali barche fatte in vimini; era in costruzione un ponte per collegare le due rive del fiume, ma sfortunatamente è crollato nel gennaio 2009, prima ancora che i lavori terminassero.
La cittadella di Anegondi è circondata da mura massicce e al suo interno, nella piazza principale, si trova il palazzo Kalyan Mahal con accanto un tempio e una porta del XIV secolo.

## Galleria d'immagini

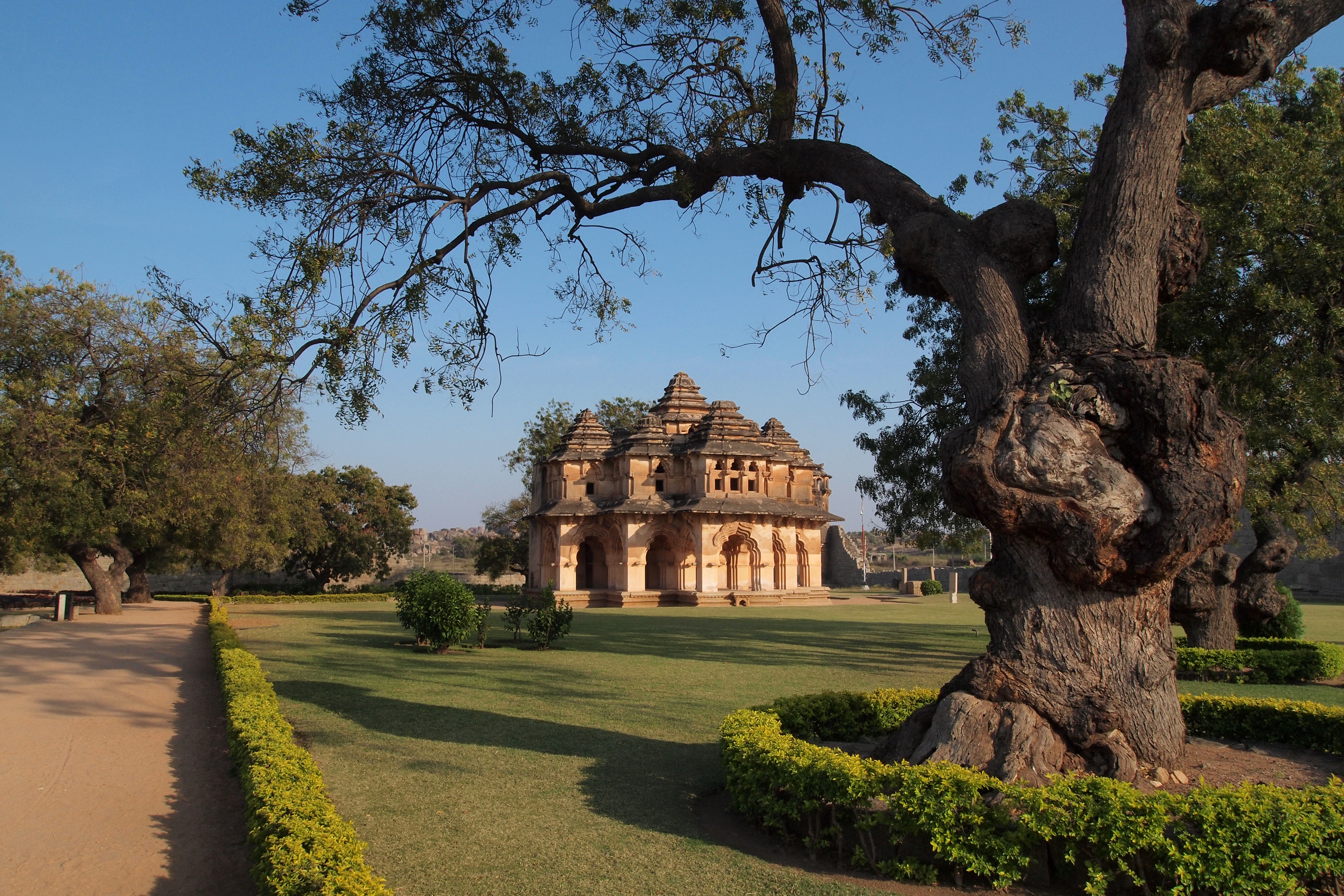
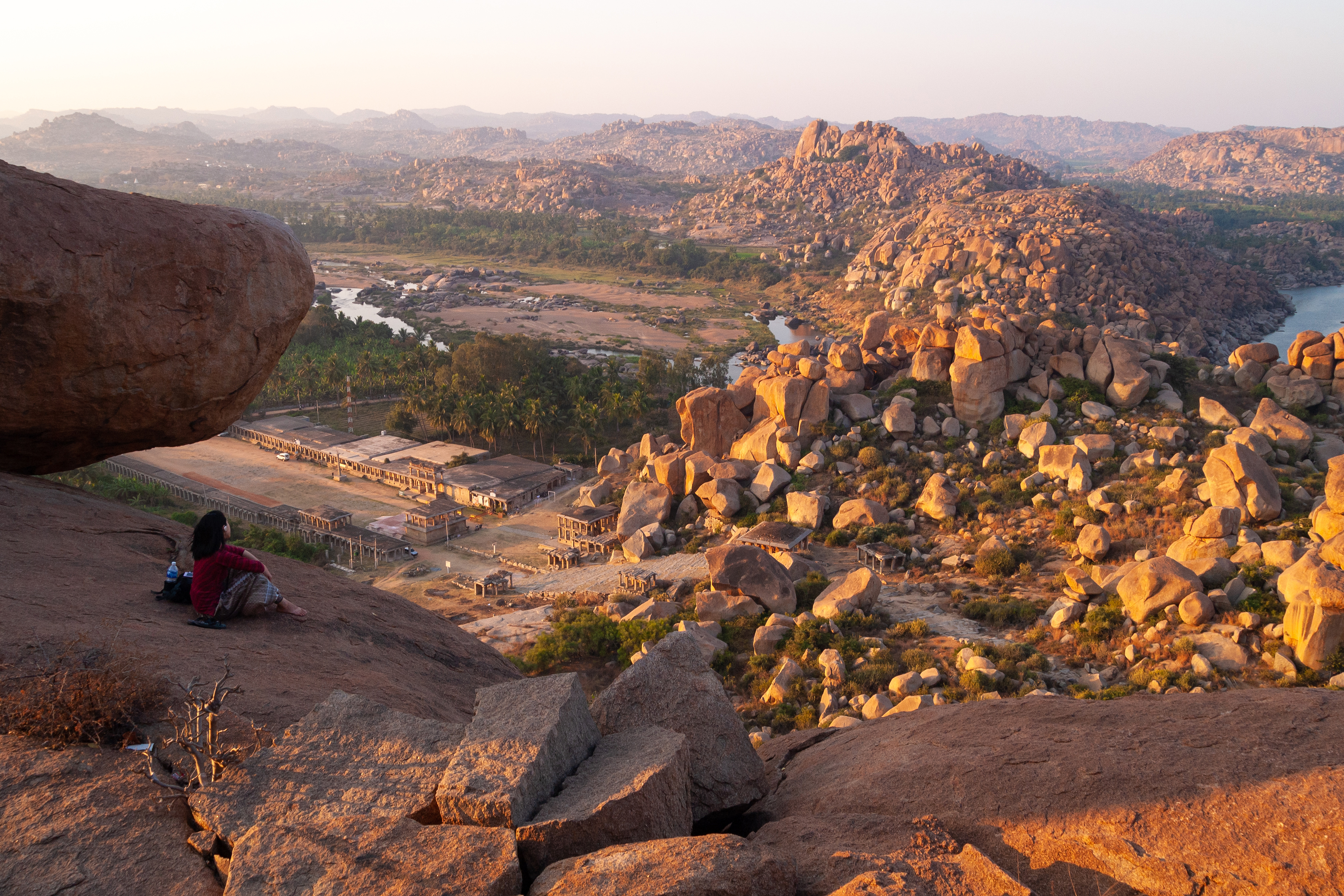
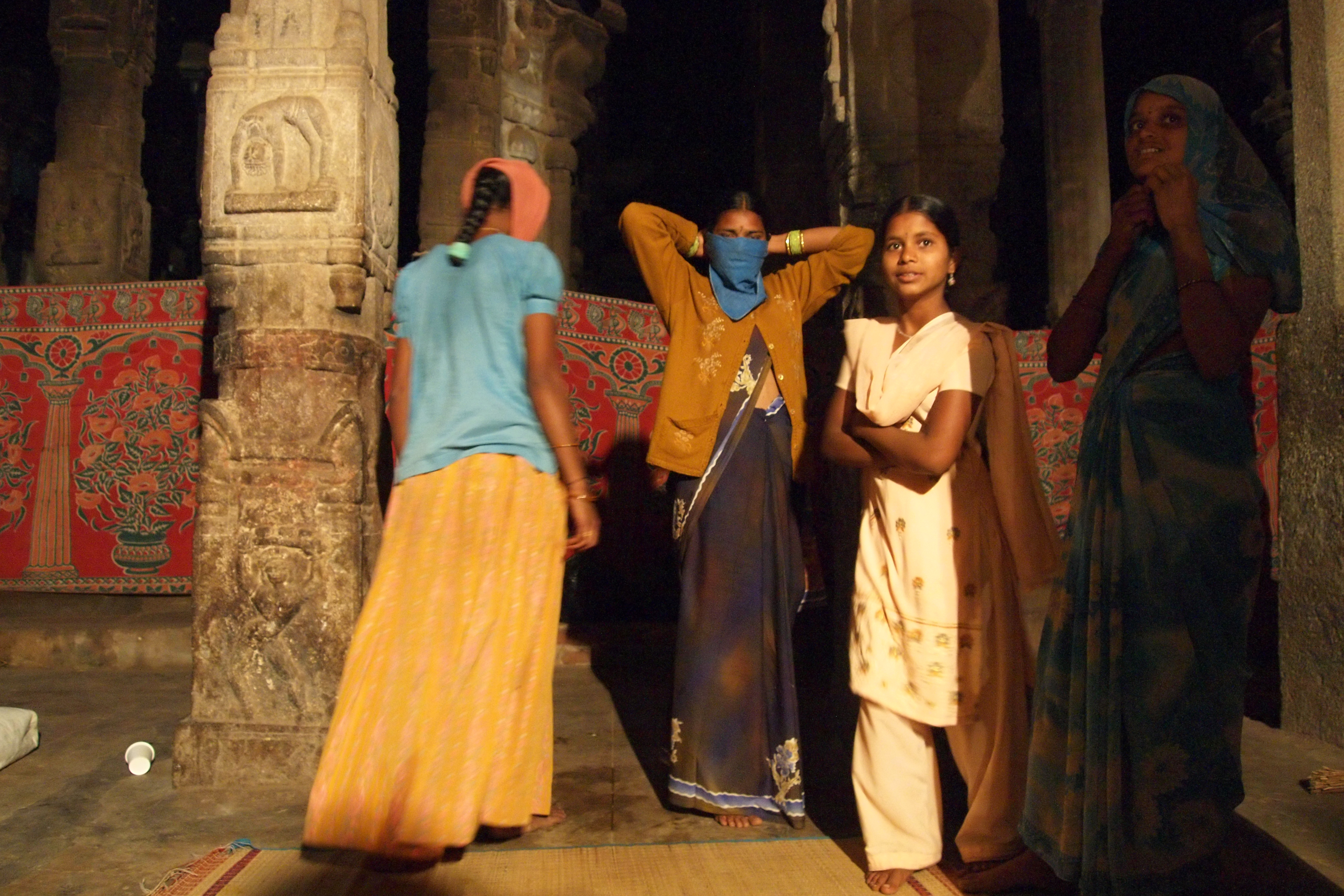
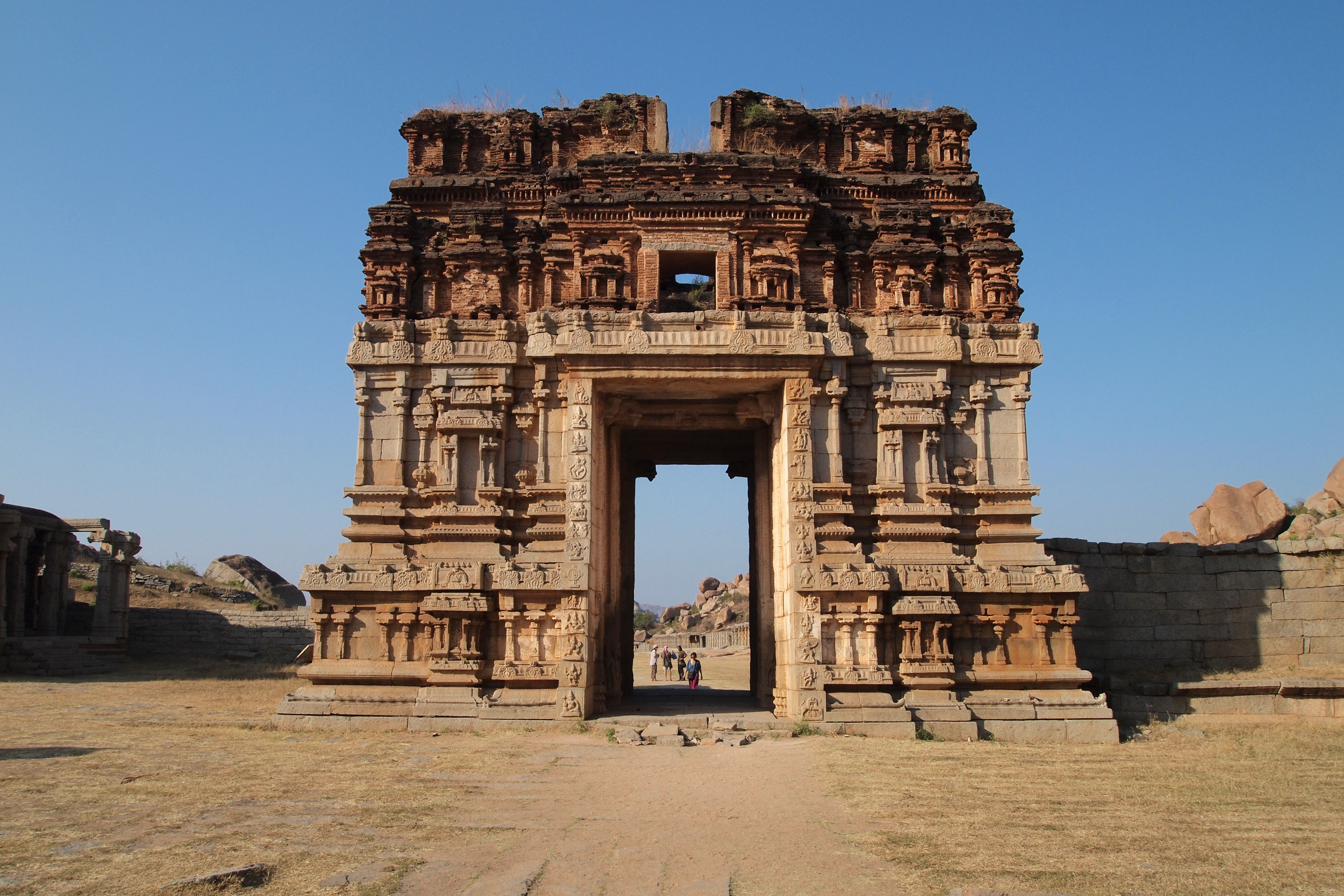
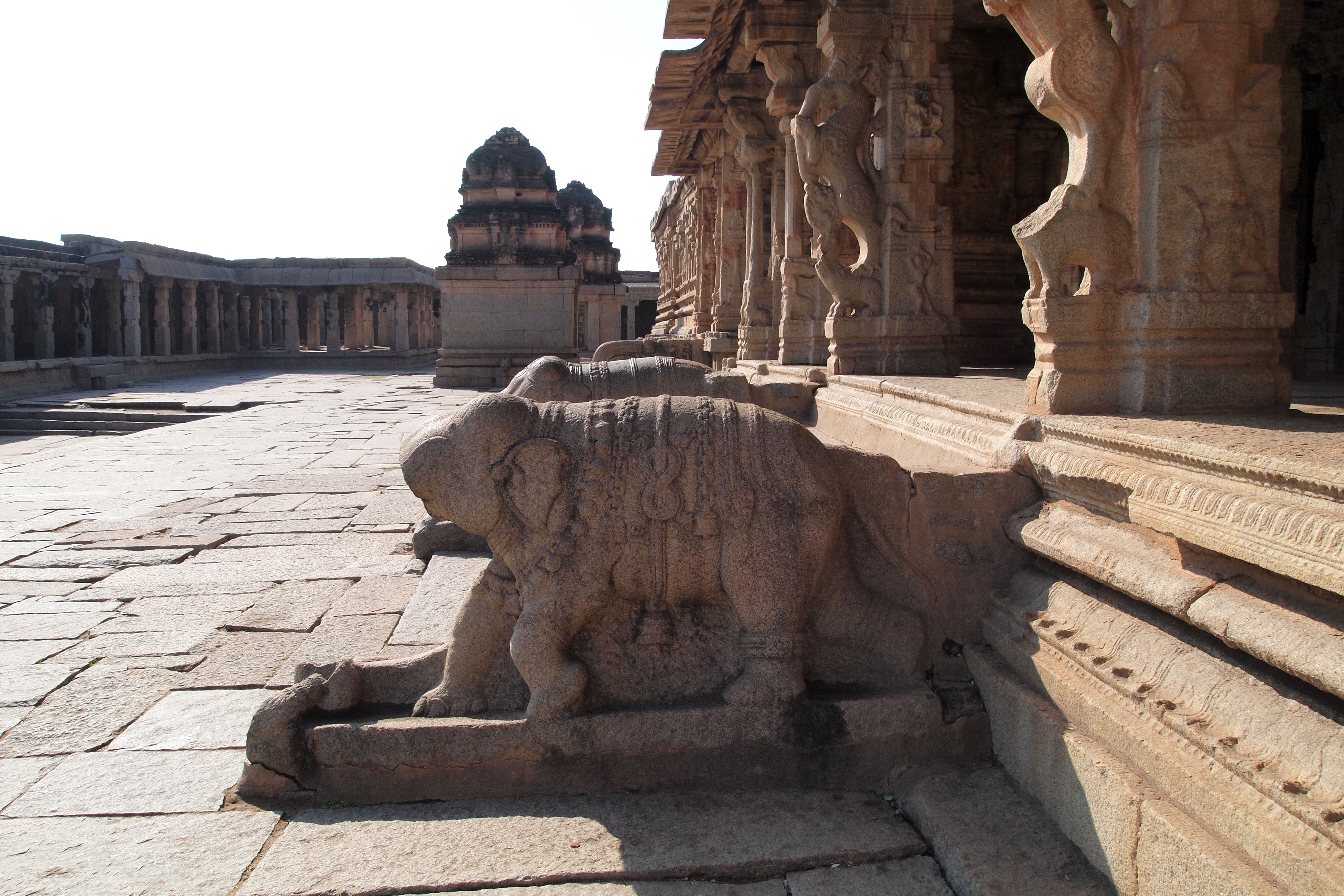
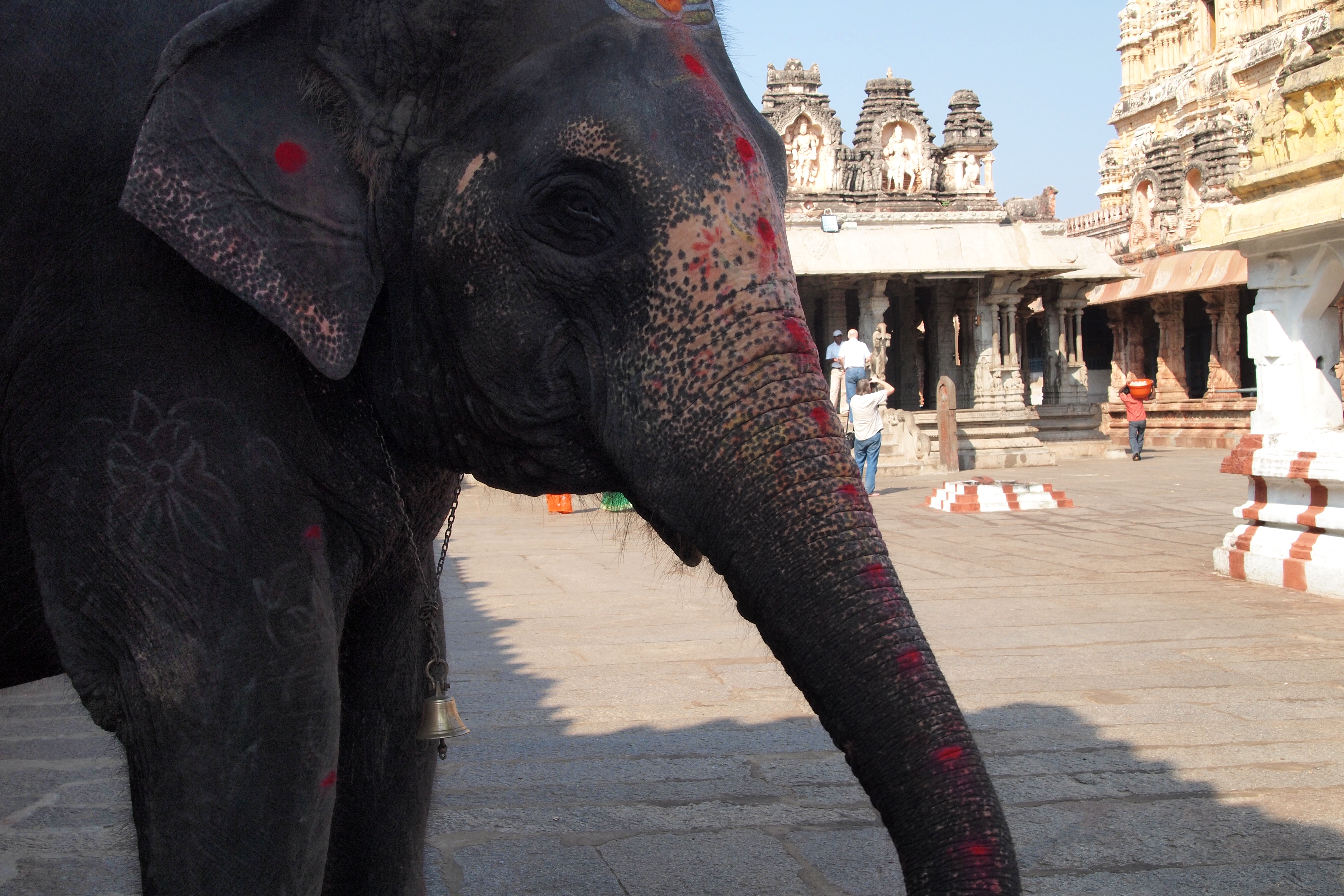
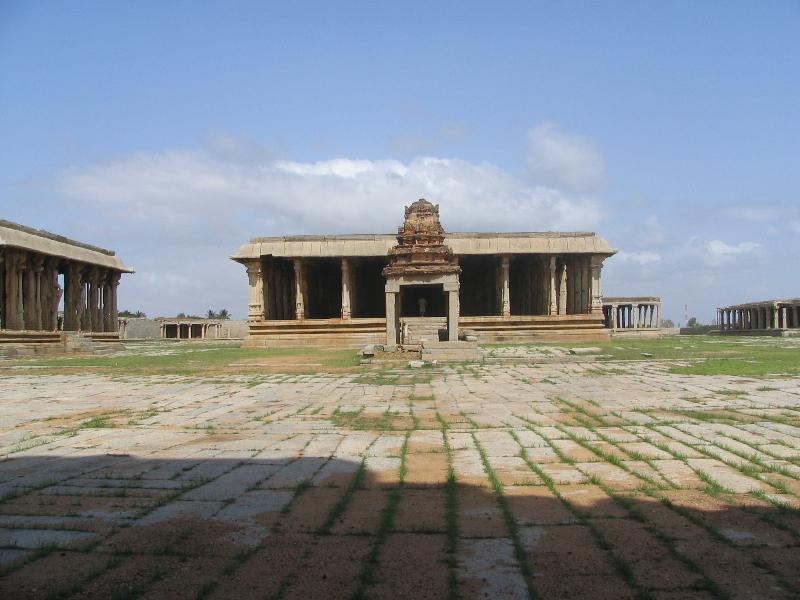
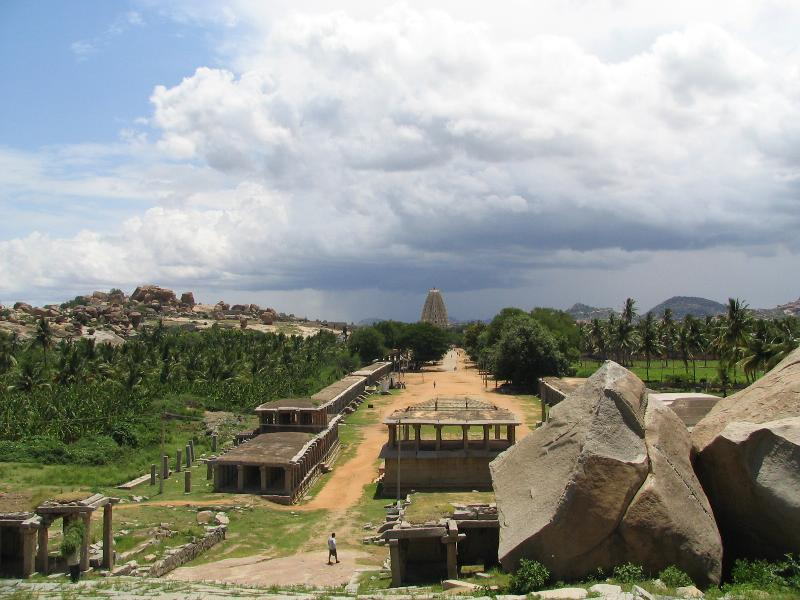